# Eriocaulon komarovii
Eriocaulon komarovii là một loài thực vật có hoa trong họ Cỏ dùi trống. Loài này được Tzvelev mô tả khoa học đầu tiên năm 1985.